# 鄞江镇
鄞江镇是中华人民共和国浙江省宁波市海曙区一个建制镇，镇域面积63.9平方公里，鄞江镇历史悠久，有“四明首镇”之称，因源于辖内它山堰的鄞江而得名:82。

## 历史
春秋战国时故称堇邑，又合称为“鄞”，东晋隆安五年（401年），刘裕迁句章县城至小溪，位于今鄞东村土名古城畈一带，开皇九年（589年）并句章、鄞、鄮、余姚4县为句章县，仍设治于小溪，武德四年（621年）废句章县，原句章、鄞、鄮3县设鄞州，为宁波历史上建州之开始，武德八年（625年）废鄞州，改为鄮县，仍设治于小溪，属越州，开元二十六年（738年）设明州，辖鄮、奉化、慈溪、翁山4县，州治、鄮县治均治于小溪，大历六年（771年）鄮县治迁至三江口，长庆元年（821年）鄮县迁回小溪，州治迁入三江口，小溪改称光溪，后梁开平三年（909年）鄮县改为鄞县，县治迁至三江口:24-29，宋、元、明、清时称句章乡、通远乡，清宣统三年（1911年）为鄞江乡、章远乡，民国时称鄞江镇、句章乡、梅园乡、鄞章镇、鄞章乡、锡东乡，1949年5月称鄞樟乡，1950年10月称鄞江乡、清源乡、梅园乡，属鄞江区，1951年5月鄞江乡改为鄞江镇，1952年增设鄞溪乡，1956年6月清源乡并入鄞江镇，梅园乡并入建丰乡，1958年10月为鄞钢（鄞江）人民公社钢铁、红光、上游3个大队（管理区），1959年1月改为光溪、清源、梅园3个管理区，1960年9月梅园管理区并入蜃蛟管理区，1961年6月光溪、清源2个管理区合并，建鄞江公社，1963年3月原梅园管理区地域从蜃蛟公社分出，建梅园公社，1981年12月恢复鄞江镇，1983年6月梅园公社改称梅园乡，1992年5月撤销鄞江区，梅园乡并入鄞江镇:82，2016年9月划归海曙区管辖。

### 治所争议
鄞江曾经长期认为是宁波城市发展史上的重要一站，该说法最早出自南宋乾道五年（1169年）成书的《乾道四明图经》，后续方志多据此认为句章曾经设治于小溪，但这一说法长期以来备受质疑，被称为“小溪”问题或“小溪”说，2011年至2015年曾在鄞江镇周边进行考古，结果未发现任何城址迹象，多是冲积或堆积形成的沙层，被认为最有可能的古城畈地块多是宋元时期的水利遗存及其相关遗迹，基本排除了历史上鄞江曾经建有县级以上治所的可能，且三江口一带有不少唐代以前的遗存发现，有学者认为“小溪”问题的出现完全是后世方志臆测和历代转抄讹传的结果，且认为在唐代大和七年（833年）它山堰建成投用之前鄞江镇的一带的地理环境并不适合作为州治、县治，故认为东晋末年迁移后的句章县治、鄞州治、鄮县治、明州治均在三江口一带，与小溪无关。

## 行政区划
鄞江镇下辖以下地区：
鄞江居委会、亚隆社区、金陆村、芸峰村、悬慈村、它山堰村、光溪村、建岙村、大桥村、沿山村、清源村、鄞江村、东兴村、梅园村